# Atrichopogon polita
Atrichopogon polita är en tvåvingeart som beskrevs av Edwards 1929. Atrichopogon polita ingår i släktet Atrichopogon och familjen svidknott.
Artens utbredningsområde är Filippinerna. Inga underarter finns listade i Catalogue of Life.